# Insurgencia de Boko Haram
El conflicto islamista en Nigeria comenzó en 2002 con la formación del grupo terrorista fundamentalista islámico Boko Haram. Desde 2009, el conflicto entró en una espiral de violencia, provocando más de 6000 muertos en menos de cinco años. El conflicto se agravó aún más en 2014, con más de 10 000 muertos según las autoridades nigerianas.
Durante el conflicto, la insurgencia islamista se ha hecho con el control de algunas zonas del país. El 3 de enero de 2015, los terroristas asaltaron una base del ejército en la ciudad de Baga y, tras la huida de los soldados que la custodiaban, la capturaron al día siguiente; y en marzo del mismo año, villas como Damasak seguían en su poder. Desde entonces, los rebeldes islamistas han perdido gran parte de sus conquistas.

## Contexto religioso
De acuerdo con un estudio sobre demografía y religión en Nigeria, los musulmanes suman el 50,5 % de la población del país. Los musulmanes viven predominantemente en el norte de Nigeria, donde la mayoría de ellos es suní. Los cristianos son el segundo grupo religioso, con el 48,2 % de la población. Viven principalmente en el centro y sur del país, mientras que los seguidores de otras religiones constituyen el 1,4 %.